# Chapelle Notre-Dame-des-Anges d'Ouhans
Pour les articles homonymes, voir Chapelle Notre-Dame-des-Anges.
La chapelle Notre-Dame-des-Anges est une chapelle située sur la commune d'Ouhans dans le département du Doubs en France.

## Historique
La chapelle Notre-Dame-des-Anges fut édifiée fin du XIXe siècle par la paroisse d'Ouhans en témoignage de reconnaissance à la Sainte Vierge pour sa préservation du village.
Une souscription fut lancée en 1862 par le curé du village, l'abbé Urbain Paget, mais les travaux ne démarrèrent qu'en 1866. La construction ne fut terminée qu'en 1875.
La chapelle est recensée dans la base Mérimée à la suite du récolement de 1973.

## Situation géographique
La chapelle est bâtie au sommet de la petite colline qui se trouve en face du bourg d'Ouhans et qui domine la source de la Loue.

## Description
La chapelle, de forme polygonale à dix cotés, est construite en moellons calcaire avec un toit couvert de zinc et surmonté par un fin clocheton. Les murs extérieurs sont recouverts d'un bardage fait de petites plaques en losange destinées à protéger le bâtiment des intempéries. L'entrée, constituée d'un porche, s'ouvre en direction du village.
À l'intérieur, chaque pan de mur est décoré d'une statue d'ange sur son support sauf pour le mur qui fait face à l'entrée sur lequel se trouve une statue de la Vierge, juste au-dessus de l'autel.

## Galerie d'images

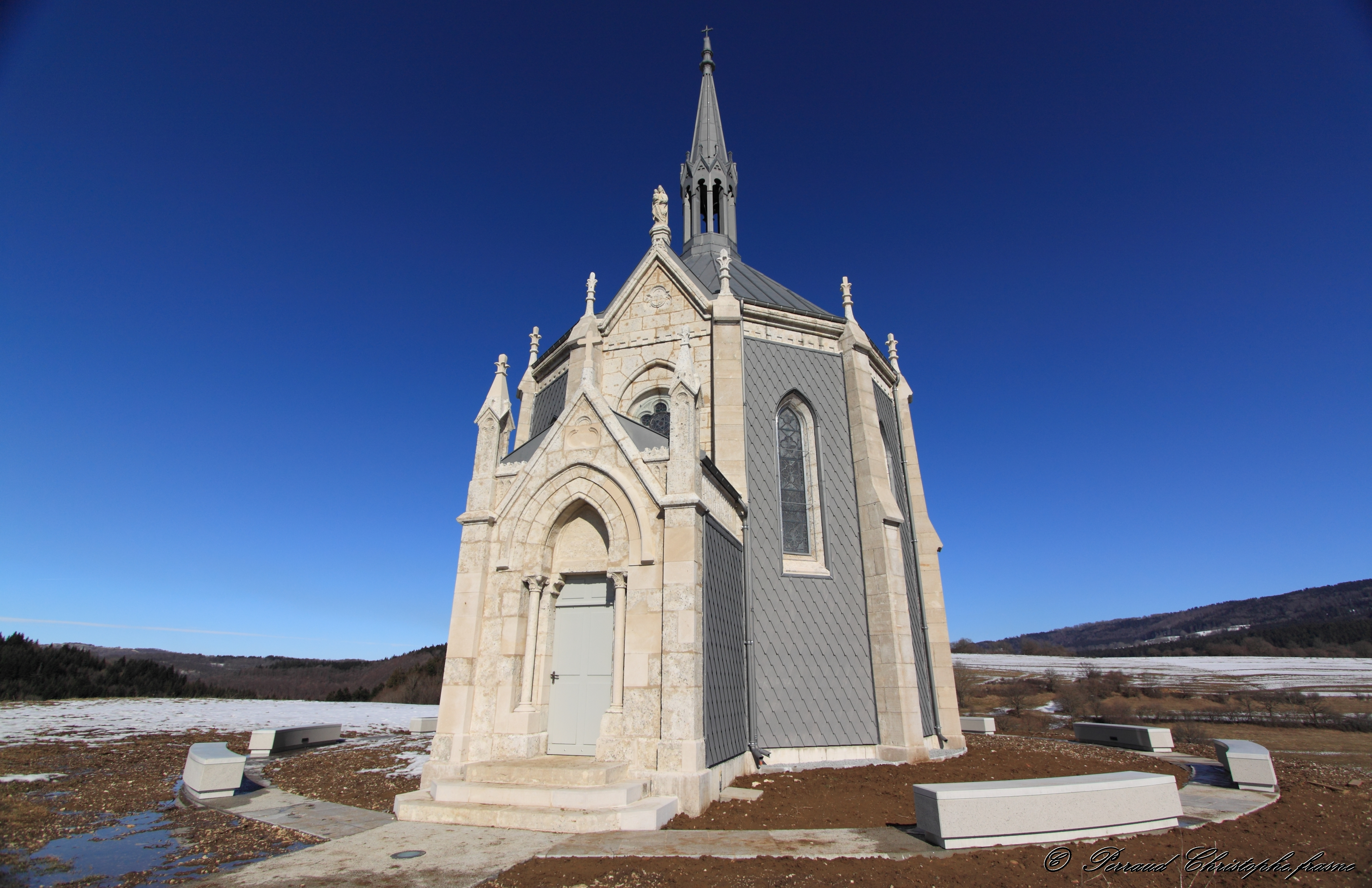
Entrée de la chapelle.
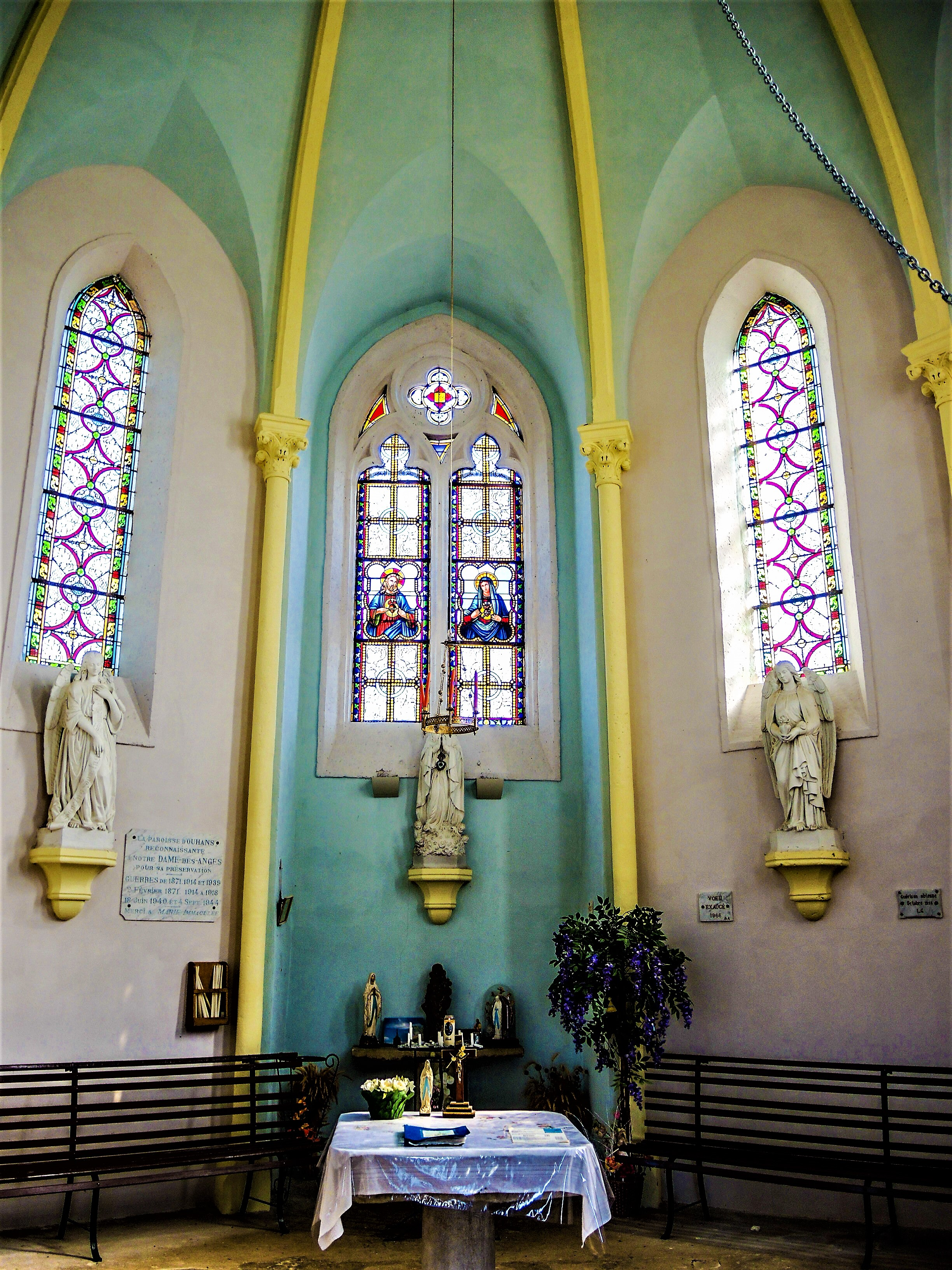
Intérieur de la chapelle.
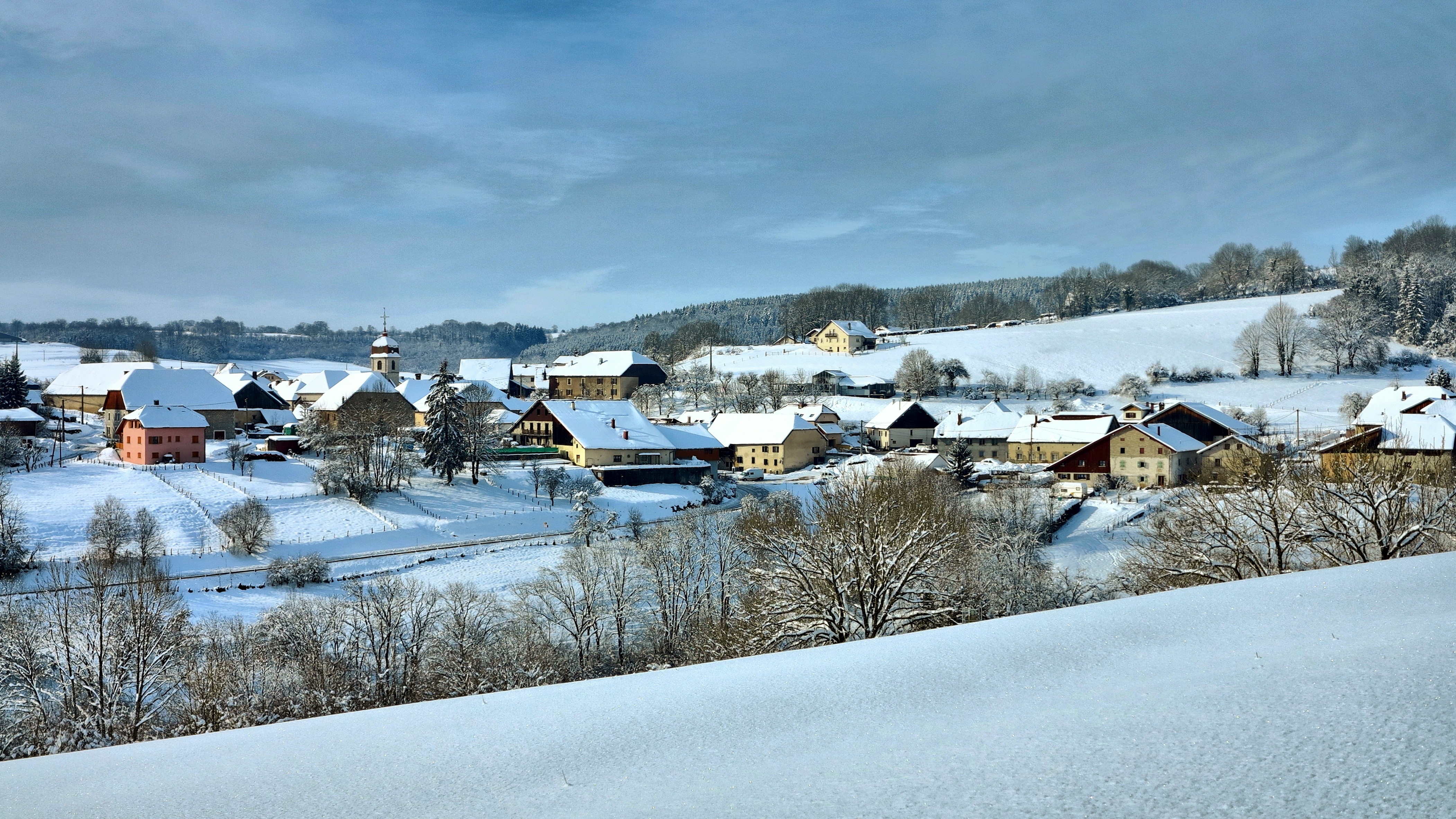
Le bourg d'Ouhans vu depuis la chapelle.